# Juan Antonio Guerrero Alves
Juan Antonio Guerrero Alves SJ (20 de abril de 1959) es un sacerdote jesuita español, nombrado prefecto de la Secretaría de Economía del Vaticano desde el 1 de enero de 2020. Antes de eso, enseñó a nivel universitario y ocupó cargos administrativos dentro de la orden jesuita.

## Biografía
Juan Antonio Guerrero Alves, SJ, nació el 20 de abril de 1959 en Mérida, el segundo de cuatro hermanos. Después de comenzar la universidad para estudiar economía siguiendo la carrera de su padre, un empresario, ingresó al noviciado de la Compañía de Jesús en 1979. Fue ordenado sacerdote el 30 de mayo de 1992. Se licenció en economía en la Universidad Autónoma de Madrid en 1986 y en filosofía y letras en la misma universidad en 1993. Estudió teología en Belo Horizonte, Brasil, y Lyon, Francia, y obtuvo una licenciatura en teología de la Universidad Pontificia Comillas en 1994. Estudió filosofía política en el Boston College en entre 1998 y 1999.
Se desempeñó como profesor de filosofía social y política en la Universidad Pontificia Comillas de 1994 a 1997 y de 1999 a 2003. Sus publicaciones académicas incluyen muchos artículos sobre filosofía social y política y también sobre espiritualidad ignaciana. Para los jesuitas fue maestro de novicios en España de 2003 a 2008, superior provincial de la provincia de Castilla de 2008 a 2014, tesorero de la Compañía de Jesús en Mozambique de 2015 a 2017 y director de la escuela secundaria San Ignacio de Loyola en Tete, Mozambique, para el año 2016-2017, su primer año. A partir de 2017 se desempeñó como delegado del superior general en Roma para hogares y obras interprovinciales y como consejero general de la Compañía de Jesús, donde tenía responsabilidades administrativas y presupuestarias para la Universidad Pontificia Gregoriana y el Instituto Bíblico, el Instituto Oriental, el Observatorio del Vaticano, la Radio del Vaticano y algunas residencias de estudiantes y casas de huéspedes. Ha dirigido numerosos retiros, incluyendo uno para los obispos de España en enero de 2019.
El 14 de noviembre de 2019, el Papa Francisco lo nombró prefecto de la Secretaría de Asuntos Económicos de la Santa Sede, a partir del 1 de enero de 2020. Aunque cuando el Papa Francisco creó esa posición, estableció que debería ser ocupada por un cardenal y, por lo tanto, normalmente un obispo, acordó permitir que Guerrero Alves siguiera siendo sacerdote para poder regresar a las tareas ordinarias como jesuita cuando finalice su servicio curial.
El 30 de noviembre de 2022 fue aceptada su renuncia, por motivos personales, al cargo de prefecto de la Secretaría de Asuntos Económicos de la Santa Sede, siendo efectiva desde el día siguiente.